# アンガス・ベル
アンガス・ベル（Angus Bell、2000年10月4日 - ）は、スーパーラグビー・パシフィック、ワラターズに所属するラグビー選手。

## プロフィール
- オーストラリア・シドニー出身[1]。
- ポジションはプロップ(PR)。
- 身長 191cm、体重 124kg
- U20オーストラリア代表に選ばれたことがある[2]。
- オーストラリア代表キャップは37（2025年6月現在）でワールドカップ2023のオーストラリア代表に選ばれた[3]。

## 略歴
NSWカントリーイーグルスを経て、2018年、ワラターズに加入。

## 受賞歴
- 2025年スーパーラグビー・パシフィック チーム・オブ・ザ・イヤー:14回(プロップ) [5]。